# Bischofsherberge

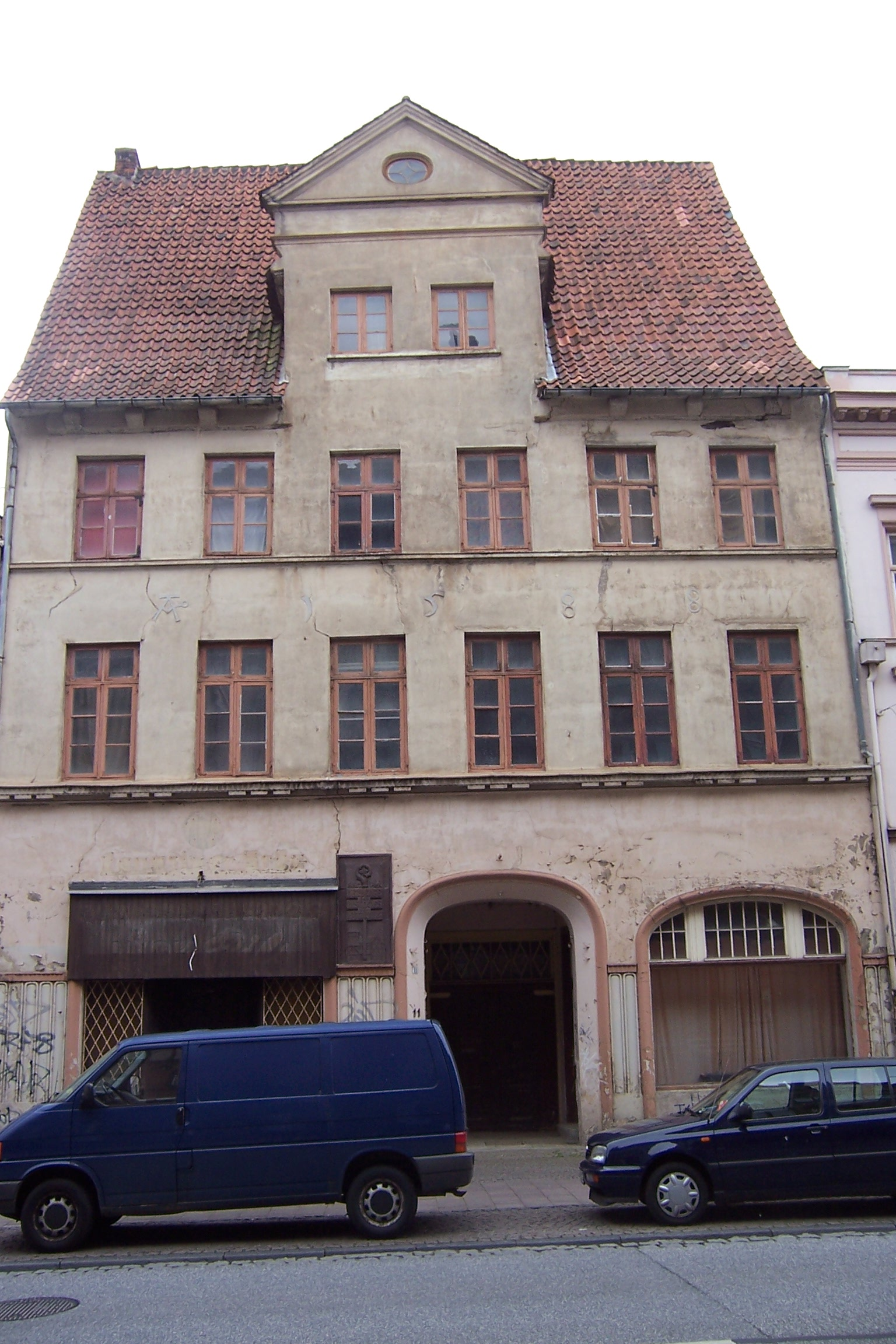
Bischofsherberge, Zustand Mai 2009

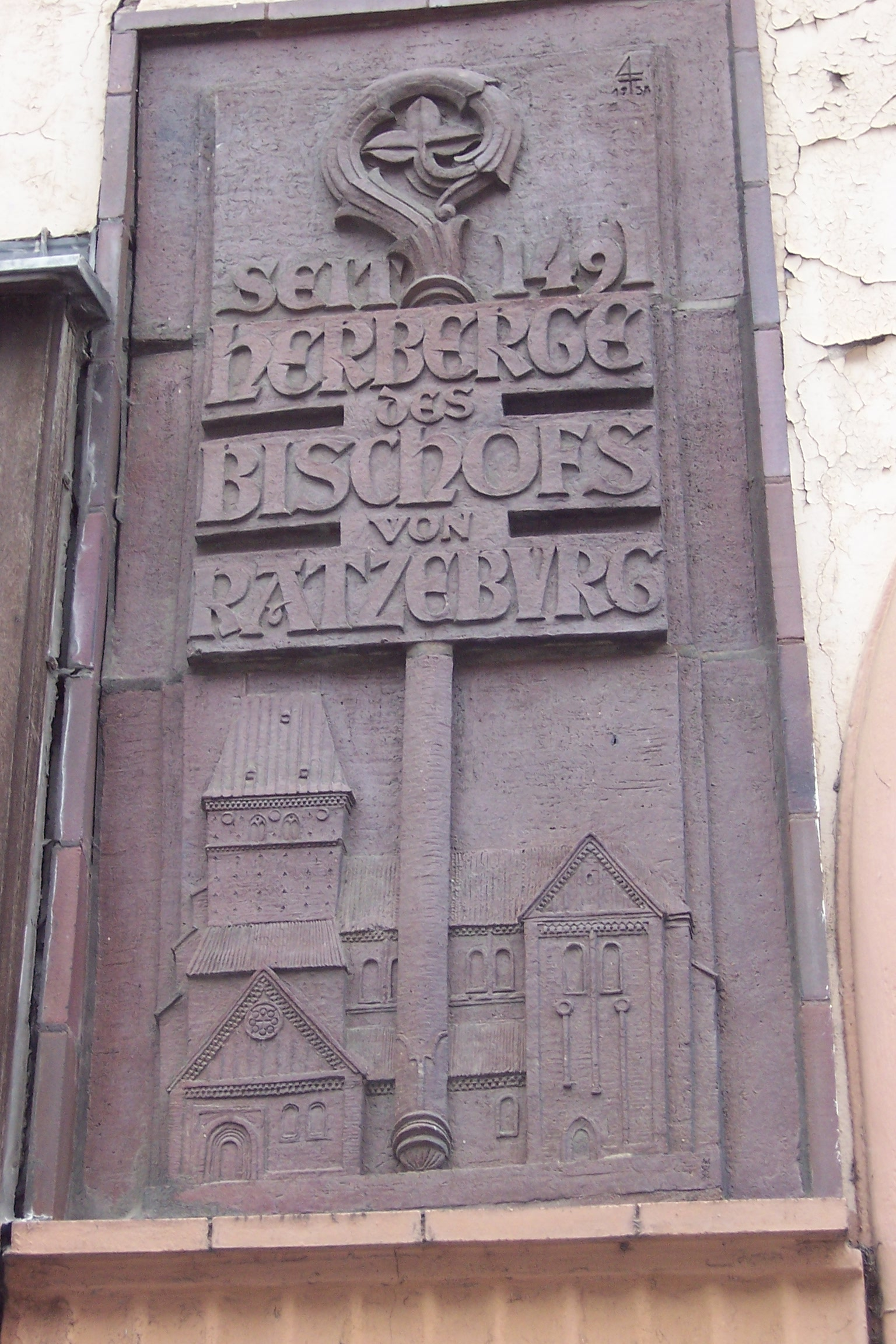
Terrakotta-Erinnerungstafel von 1934 an der Bischofsherberge

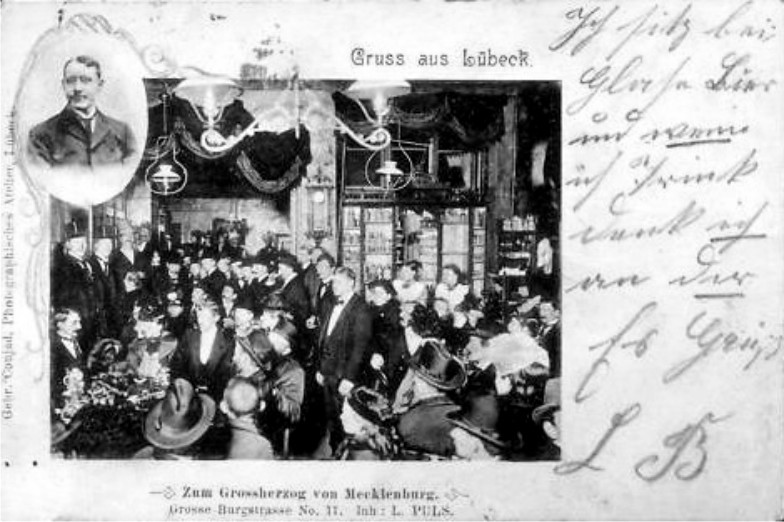
Große Burgstraße 11 (1902), Gaststätte Zum Großherzog von Mecklenburg (innen)

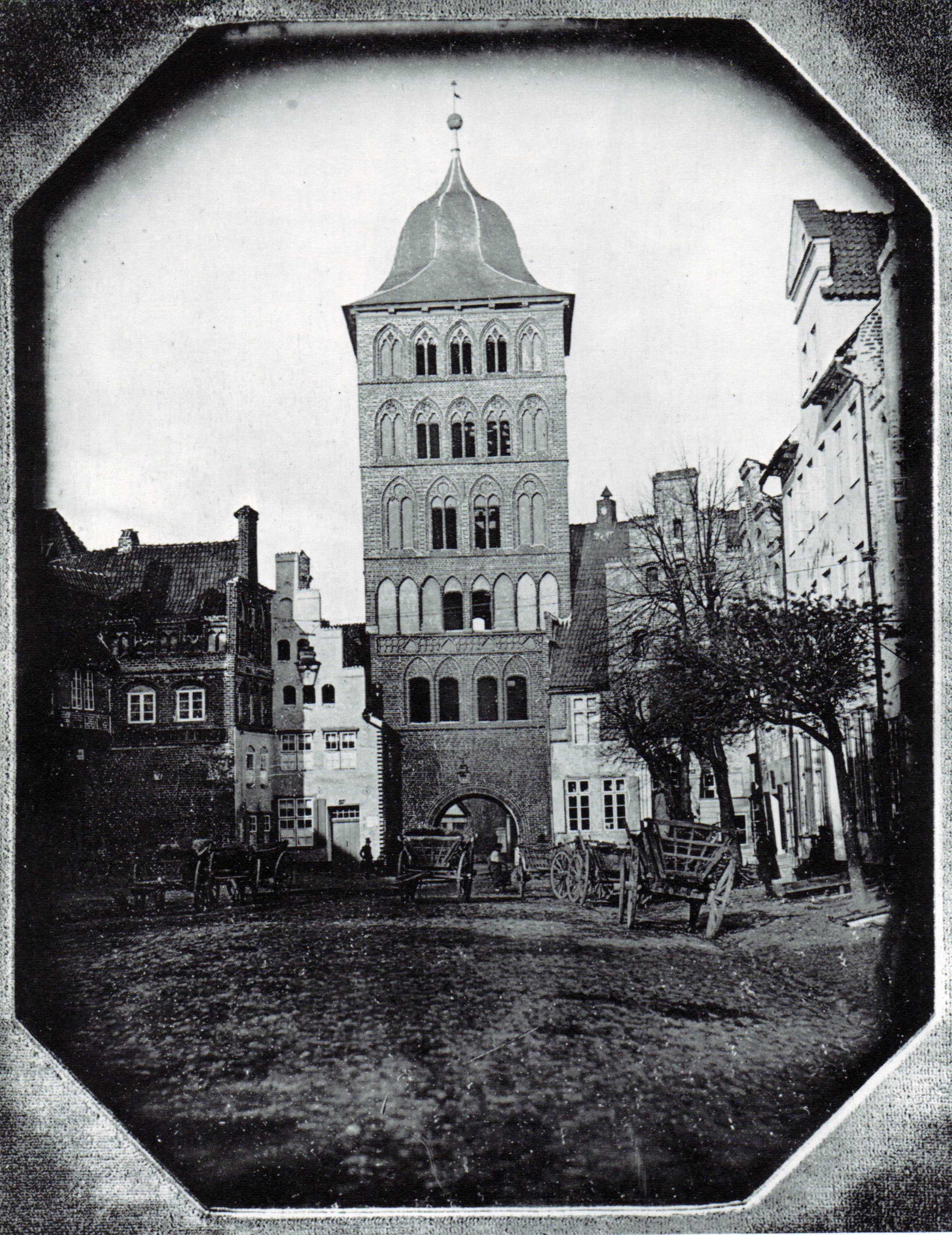
Große Burgstraße mit Blick zum Burgtor, rechts die Bischofsherberge; Daguerreotypie von Joseph Wilhelm Pero, vor 1847

Die Bischofsherberge ist ein denkmalgeschütztes ehemaliges Stadthaus der Bischöfe von Ratzeburg und später der (Groß)herzöge von Mecklenburg-Strelitz in der Großen Burgstraße 11 zu Lübeck, dessen Sanierung aussteht.

## Geschichte
Im Mittelalter, als das Hotelwesen – wie man es heute kennt – noch undenkbar war, legte man sich, sofern man hier oft tätig war, ein Haus zu. So kaufte der Hamburger Rat 1444 das Grundstück Klingberg 1, das Hamburger Ratsherrn bei einem Aufenthalt in Lübeck als Absteige diente. Die  damalige Hamburger Herberge wurde später das renommierte Hotel Stadt Hamburg. Auch Klöster oder Domkapitel besaßen Häuser in der Stadt. Beispielsweise hatte der Abt des Klosters Reinfeld hatte sein Quartier in der Marlesgrube 73 und 75.
Das Grundstück der Bischofsherberge in der Burgstraße wurde 1289 erstmals erwähnt und 1324 bebaut. Anno 1491 erwarb Bernt Meyer vom Ersamen Rade to Lübeke Hoffsmyt das Grundstück. Er verkaufte es noch im selben Jahr an den Bischof von Ratzeburg, Johannes von Parkentin (1479–1511), dem es die Bezeichnung Bischofsherberge verdankte. Es war eins von zwei Ratzeburger Stadthäusern in Lübeck. Zudem besaß das Ratzeburger Domkapitel ein Stadthaus in Lübeck. Es lag der Katharinenkirche gegenüber an der Ecke Königstraße/Pfaffenstraße und wurde 1551 an Lübecker Kaufleute verkauft.
Bischof Heinrich Bergmeier, Johannes’ Nachfolger, lebte nach der Vertreibung aus seinem Bistum infolge eines Streits mit Herzog Magnus von Lauenburg in der Bischofsherberge. Im Jahre 1524 fand in Lübeck eine Zusammenkunft zwischen Vertretern des Papstes, des Kaisers, Englands, Niederlands, Sachsens, Brandenburgs und Mecklenburgs statt, um über die Wiedereinsetzung des vertriebenen Königs Christian von Dänemark zu verhandeln. Herzog Albrecht von Mecklenburg und Bischof Henricus von Ratzeburg nahmen hieran teil. Als der Letztgenannte eines Abends, wo er auf Einladung des Herzogs bei ihm zur Tafel gewesen war, nach Hause – eben in der Bischofsherberge – zurückkehren wollte, traf  ihn unterwegs der Schlag. Gelähmt und sprachlos musste er fünf Monate auf dem Krankenbett liegen, bevor er am 2. Oktober 1524 verstarb. Er wurde nach Schönberg überführt und in der dortigen St.-Laurentius-Kirche vor dem Altar beigesetzt, da Herzog Magnus ihm eine Beisetzung im Ratzeburger Dom, der Bischofskirche, verwehrte.
Die Reformation im Bistum Ratzeburg wurde 1554 eingeführt. Administrator wurde Herzog Christoph zu Mecklenburg. 1588 ließ das nunmehr evangelische Domkapitel die baufällige Bischofsherberge abbrechen und neu erbauen. Diese Zahl findet sich im Maueranker an der Giebelfront. Elisabeth von Schweden, die Frau des Herzogs, steuerte zu diesem Haus 2.000 Reichstaler bei. Dafür verpfändete sie ihr Haus. Es wird gesagt, dass gleich nach dem Bau im Jahre 1589 sich die Nachbarn über den aus „gehauenen Steinen“ geschmückten Giebel echauffiert hätten.
Nach der Beschreibung von Gottlieb Matthias Carl Masch, dem ein Inventar von 1795 vorlag, hatte das dreigeschossige Haus „über der Thür zwei Mecklenburgische Wappen, unten im Hause ist eine mit Feldsteinen gepflasterte Diele, eine Stube und Küche, im nördlichen Flügel 2 Stuben, im südlichen eine Kammer, ein Verschlag, eine kleine Stube; unter dem Hause 2 Keller. In der zweiten Etage vorne ein Vorsaal, 2 Stuben und eine Kammer; im nördlichen Flügel Stube und Kammer, im südlichen 2 Kammern. In der dritten Etage Vorboden, Stube und 2 Kammern und darüber der Hausboden.“ Der Zwerchhaus-Giebel des traufenständigen Baus war ursprünglich mit „ausgehauenen Steinen“ verziert. Wohl gleichzeitig erhielt die verputzte Fassade eine klassizistische Gestaltung durch profilierte Putzgesimse.
Zwischen der Stadt Lübeck und den Eigentümern des Hauses, also zunächst den Administratoren des Stifts, dann ab 1648 den Herzögen von Mecklenburg-Schwerin und ab 1701 den Herzögen von Mecklenburg-Strelitz in ihrer Eigenschaft als Fürsten von Ratzeburg gab es lang anhaltenden Streit, weil von Ratzeburger Seite Haus und Grundstück als Exklave angesehen wurden, deren Bewohner von lübeckischen Steuern und Oberhoheit exempt seien.
Ab 1648 diente das Haus als Mecklenburg-Schwerinsches Posthaus; nach dem Hamburger Vergleich von 1701 hörte dies jedoch auf. Das Haus wurde zum Wirtshaus und Ausspann, in dem aber nur die Landwirte und Händler aus Schönberg und dem Ratzeburger Land einkehren durften. Auch als das Haus 1720 an den Gastwirt Isaac Ree verpachtet wurde, durften dort laut Pachtvertrag nur Bewohner des Fürstentums Ratzeburg verkehren. Lübecker wollte der Rat nicht zulassen. Der Pächter hatte sich vertraglich zu verpflichten, dem Mecklenburger Herzog treu, hold und gewärtig zu sein, alle Irrungen mit dem Rat zu vermeiden, aber doch für die altwohlhergebrachten Gerechtigkeiten des Hauses zu sorgen und die Ratzeburger Regierung als seine alleinige ordentliche Obrigkeit zu erkennen und davor zu erscheinen. Lübeck zog ihn auch nur zum „Wacht- und Leuchtengeld“ heran. Bis zur Aufhebung 1754 hatten die Schönberger Bauern hier noch das Privileg der Stallfreiheit und konnten ihre Pferde im Querhaus unterstellen.
Diese Sonderrechte beendete die Franzosenzeit. Die Ratzeburger Regierung sah sich 1812 genötigt, das Haus zu verkaufen und Joch. Zühlcke, Pächter seit 1797, erwarb es für 700 Reichstaler. Die Adressbücher bezeichnen Zühlcke, der 1833 starb, als „Wirt in der Bischofsherberge“. Erst als „Joh. Hinr. Schacht“ 1841 das Haus erworben hatte, gab er ihm die Benennung, die es bis zum Schluss führte – „Zum Großherzog von Mecklenburg“. Das Haus blieb eine bei den Mecklenburgern beliebte Schankwirtschaft und Ausspanne. Von 1841 bis zu ihrer Schließung gegen Ende des 20. Jahrhunderts hieß sie Zum Großherzog von Mecklenburg.
Als besondere Eigenheit des Gasthauses wird noch 1933 vermerkt, dass es zu den Empfängern gehörte, an die noch zu jener Zeit ein Schönberger Osterfladen geliefert wurde. Einst hatte er 16 Pfund zu wiegen. Ein Bericht von 1812 nannte diese Lieferung „eine ins graue Altertum reichende Gewohnheit“.
Seit 1967 steht das Vorderhaus, seit 1992 die gesamte Grundstücksbebauung mit Vorderhaus, Doppelflügelanlage und Quergebäude unter Denkmalschutz. Trotz mehrfacher Umbauten finden sich noch Raumstrukturen des 16. Jahrhunderts, besonders in den Flügeln, und Raumausstattungen vom Barock bis ins 19. Jahrhundert.
In das sanierungsbedürftige Haus investierte die Possehl-Stiftung von 2009 bis 2012 nach eigenen Angaben 610.000 Euro zur Sicherung des Gebäudes. Die Kosten der Sanierung werden auf sechs Millionen geschätzt. Im ebenfalls renovierungsbedürftigen Nachbargebäude werden Hotelzimmer vermietet; der Inhaber veranstaltet Führungen. Im Mai 2024 gab die Denkmalschutzbehörde der Stadt zum ehemaligen Bischofssitz sowie den angrenzenden Gebäuden Große Burgstraße 9 und Große Burgstraße 13 an, dass der Gebäudebestand und der Denkmalwert durch ungenehmigte An- und Umbauten sowie durch Schädigung beziehungsweise Vernachlässigung der Bausubstanz gefährdet sei.